# 刘导生

刘导生

刘导生（1913年—2014年1月9日），江苏丰县刘小营村人，中华人民共和国政治人物。北京市政协主席。

## 生平
1927年冬在家乡因家贫失学，投奔北平香山慈幼院任教的四姑母刘静君。1928年夏考上北平师大男附中，入学半年后加入“反帝大同盟”，并于1929年8月1日参加“反帝大同盟”组织示威游行，与60多个高中生被捕。1933年考入北京大学史学系，1935年10月由北京大学数学系俞启威(即黄敬）介绍入党，任中共北大支部书记（只有3名党员、3名团员）。1935年11月18日成立北平市大中学校学生联合会(简称北平学联)。参与发动一二九学生运动。1936年参与组建中华民族解放先锋队，任民先队党组成员。1936年4月代表北平学联和华北民众各界救国会去上海参加全国学联代表大会和全国各界救国会代表大会，被选为全国学联主席。。1937年，担任中华民族解放先锋队总队秘书长。前往保定、石家庄、太原、西安、开封、郑州六个城市去检查和推动民先队的工作。在河南省会开封被捕，从河南省国民党党部后楼的二楼跳楼逃脱，但失去了党组织关系。
抗日战争爆发后，1940年在山东分局重新入党。担任大众日报社长、滨海建国学院院长、中共滨海地委宣传部部长。
1949年初任中共山东分局青年委员会书记、华东局青年委员会书记。1950年7月15日，中共中央组织部反复调查后恢复刘导生1935年的党籍。1952年，任共青团团中央书记处书记。1956年，任中国科学院党组成员、副秘书长兼哲学社会科学部副主任直至文革暴发。1978年，任中共北京市委常委、宣传部长。1981年北京市委书记（当时设有第一书记）。1983年，任北京市政协主席。1987年底正式办理了离休手续。

## 家人
- 夫人高励：1919年生，1943年八路军一一五师战士剧社担任演员，与刘导生结婚。二人有4个女儿。